# Borja (Paraguay)
Borja es un distrito paraguayo del Departamento de Guairá. Se encuentra a unos 212 km de Asunción y a dos kilómetros de San Salvador, el cual se independizó de Borja en 1951. 
Los habitantes se dedican primordialmente a actividades agrícolas y ganaderas de subsistencia.

## Historia

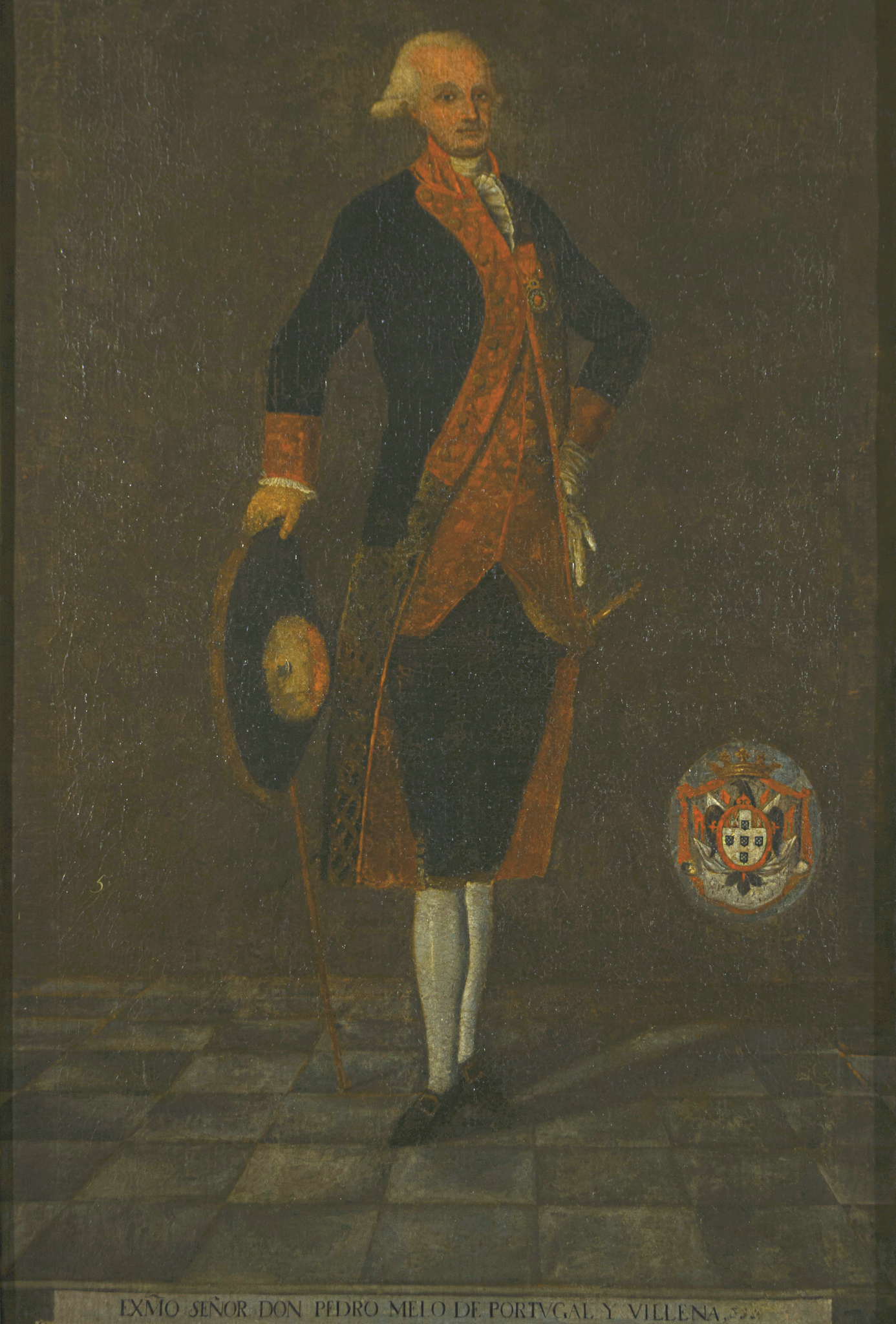
Retrato del Gobernador Pedro Melo de Portugal, quien dio la orden para la fundación de Yhacanguazu

Fue fundado con el nombre de Yhacanguazú por el entonces Gobernador español de Paraguay y futuro quinto Virrey del Río de la Plata Pedro Melo de Portugal el 22 de octubre de 1778. El nombre Yhacanguazú viene de la expresión guaraní yakã guasú que significa manantial grande. Por este antiguo partido que formaba parte del «Camino Real», pasaron los gobernadores de la Intendencia del Paraguay con sus séquitos. 
Antes y después de 1704, Yhacanguasu fue explorado por nativos, religiosos, gobernadores y militares. En 1785, cuando el viajero español Félix de Azara visitó Ytapé, Villa Rica, Caazapá y Yuty, señaló que unos hombres le ayudaron a cruzar el «riacho» Yhacanguazú en dos pelotas; el arroyo, anotó Azara, estaba a 7 leguas de Villa Rica.
El partido fue poblado por familias de renombre entre ellos la familia González de Alderete (hoy Alderete), Rojas de Aranda, Fernández de la Mora, Caballero de Bazán, López de Villamayor, entre otros. 

Armas de Pedro Melo de Portugal, gobernador de Paraguay y virrey del Río de la Plata.

En 1776 las misiones franciscanas construyen una iglesia parroquial  ”Señor Crucificado de la Buena Esperanza”. El responsable de la evangelización de la zona fue el teniente cura Juan Miguel Brítez de Villar, quien fue también rector del Colegio Seminario e integró el Cabildo de Villa Rica.

### Guerra de la Triple Alianza
Durante la guerra de la Triple Alianza hubo mujeres y hombres que lucharon por la defensa nacional. En 1867, 363 mujeres de Yhacanguasú donaron sus joyas por la causa nacional; algunos de sus nombres fueron escritos en el Libro de Oro en representación de Yhacanguasú. Entre ellas, Dionicia Rojas, Soila Talavera, Beatriz Santacruz, Fernanda Rodríguez, María del Pilar Bareiro de Bedoya, Justa Rojas, Mercedes Aponte, Petrona Bustamante, Victoria Aranda y Simeona Ortiz.
También mujeres que ofrecieron obsequios de una guirnalda de oro y un gorro triunfal al Mariscal Francisco Solano López entre ellas se mencionan Juana Isabel Talavera de Rodríguez, María del Pilar Rojas de Aranda, Bacilia Bareiro de Espinola, Rosa Catalina Villalva de Ortigoza, María Victoria Vásquez de Segovia, María Francisca Villalva de Torres, María Segunda Oviedo de Vera, Petrona Acosta de Arguello, Francisca Santacruz de Rojas, Mara de la Cruz Ojeda de López, María Purificación Cañete Vásquez, Ildefonsa Arguello de Duarte, Andrea Silvero de Vásquez, Bartola Silvero de Peña y Francisca Pabla Palacio de Ruiz
Algunos hombres fueron reclutados para la guerra. Muchas familias tuvieron que donar sus animales para el consumo del ejército.

### Reorganización posguerra
Después de la guerra de la Triple Alianza, por decreto del 22 de marzo de 1880 se reorganizó la Junta del Partido Yhacanguasu, y quedó conformada por Santiago Doldán, Presidente; Miguel Viera, Vicepresidente; Nicasio Argüello y Pilar Argüello, Vocales; Pedro Rojas y Juan B. Rojas, Vocales suplentes.
En tema de educación tras la guerra del 70, en 1873, el preceptor de la Escuela de Yhacanguasu, Higinio Alegre, describió la cruda realidad del partido. Había seis compañías, una escuela en cada una, y en la zona 365 niños, de los cuales 310 eran huérfanos. La misma cantidad de alumnos señaló M. L. Forgues cuando visitó este pueblo el 30 de septiembre de 1872; en rigor, registró 125 alumnos en una escuela primaria a cargo de «un pobre maestro».
Con la ley Nro. 1079, del 31 de agosto de 1929, se cambió el nombre del Partido Yhacanguasu por el de Borja. Por la misma ley se procedió a la expropiación de 900 hectáreas de tierras para el asiento del radio urbano de dicha población; cuatrocientas hectáreas correspondían a Mateo Borja, en la parte antigua del municipio; y quinientas hectáreas de los terrenos de Joaquín Miranda y Ricardo Lloret y de los herederos y sucesores por cualquier título de López de Villamayor, en la Estación Borja y la Avenida de unión. Su nombre actual recuerda al propulsor y benefactor de la comunidad, don Mateo Borja.

## Geografía

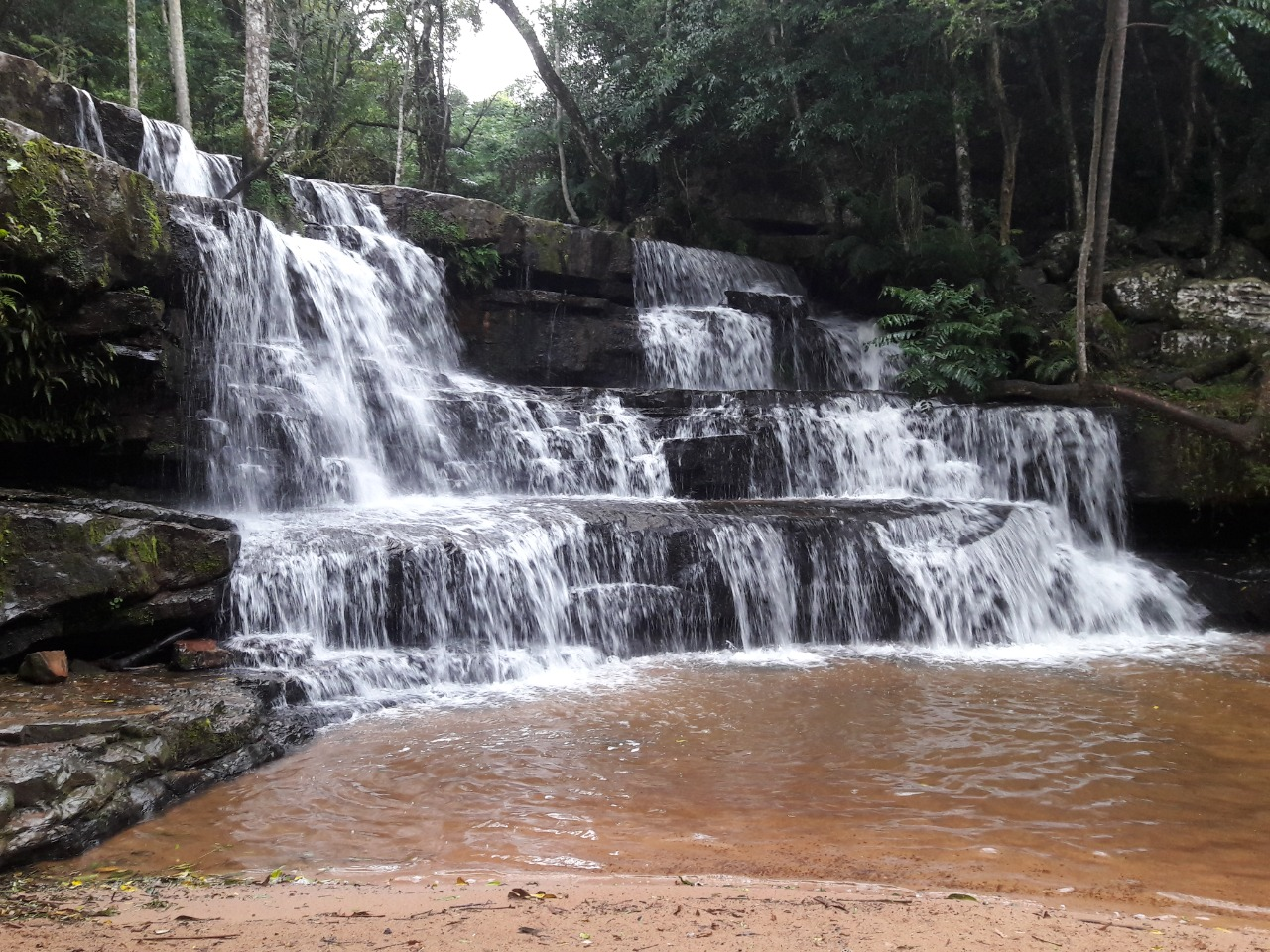
Salto Tupasy Ykuá (laguna de la Virgen) una de las atracciones naturales del municipio.

Borja, tiene 329 km² de área. Está regado por el río Tebicuarymí y por los arroyos Cristal, Syky cá, Loza, Cristalino, Azul, Caraguatay, Yhacamí, Yhacá Guazú.
Se ubica en la zona Suroeste del Departamento de Guairá, que cuenta con llanuras bajas dedicadas al pastoreo. 
Limita al norte con el Departamento de Paraguarí y los distritos de Itapé, Coronel Martínez y Villarrica; al sur con el Departamento de Paraguarí; al este con San Salvador e Iturbe; y al oeste con el Departamento de Paraguarí, separado por el arroyo Cristal.
Dentro del área de este municipio se halla el Salto Tupasy Kua (compañía 20 de Junio) y parte del Salto Cristal (compañía Isla Yvate)

## Clima

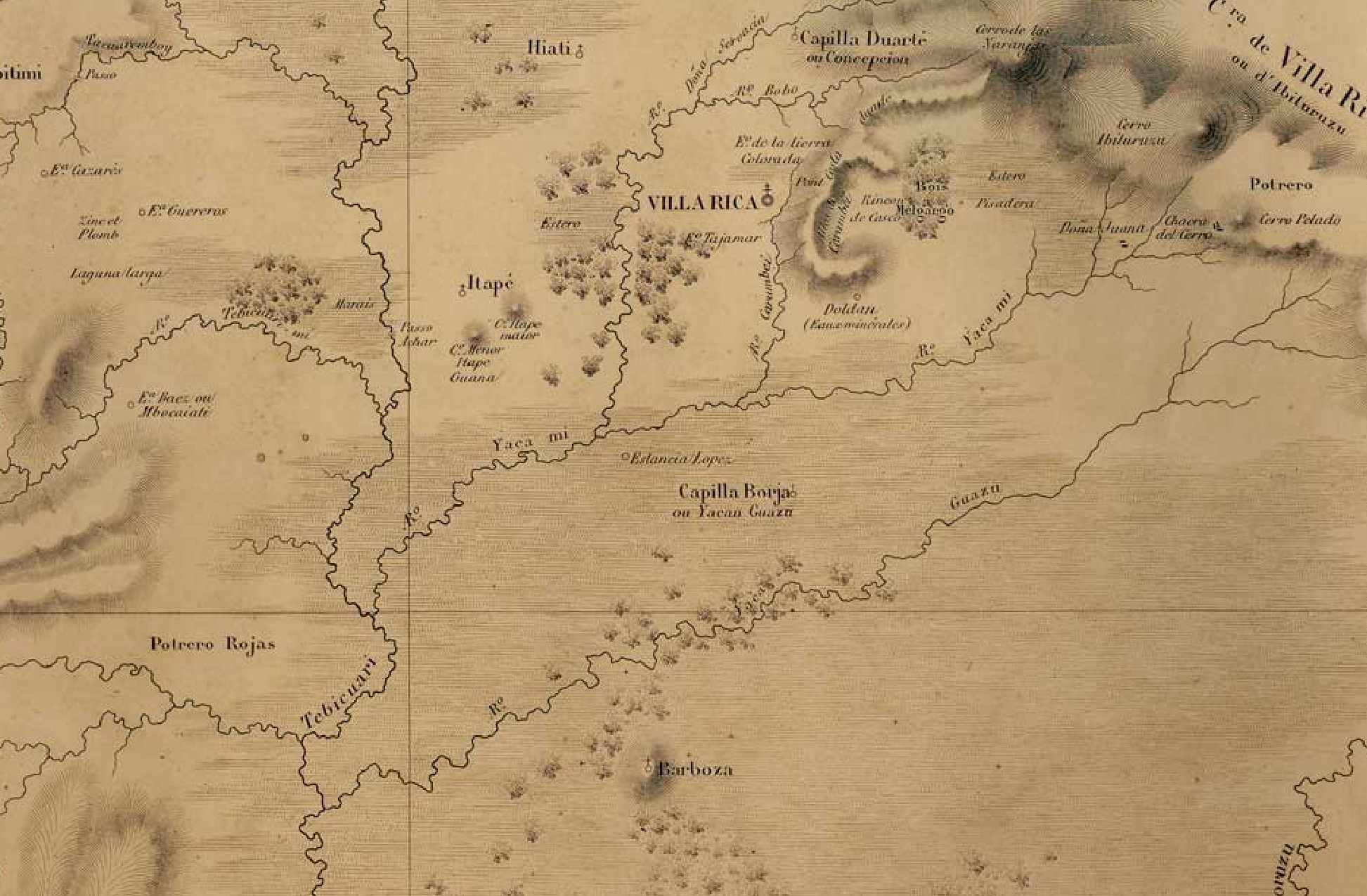
, 1861, donde se observa el pueblo de Borja.

Su clima es subtropical húmedo. 
La temperatura media anual es de 22 °C ; su máxima en verano asciende a 38° °C y en invierno suele llegar a 0º.  Mantiene un promedio de 138 mm de precipitaciones llegando a una media anual de 1.600 mm.

## Economía
La principal actividad es la agricultura. Está encaminada hacia el cultivo de algodón, mandioca y caña dulce. En la ganadería, se cría ganado vacuno, caprino, porcino y equino. 
Puede observarse una diversidad de aves que vuelan sobre el Tebicuarymí. Gran parte de la zona que bordea dicho río es inundable, de allí la gran cantidad de esteros.

## Infraestructura
La Ruta PY08 llega hasta la localidad mediante un ramal asfaltado, que parte hacia el Oeste en la compañía Itaybú (sur de Villarrica) y atraviesa San Salvador antes de llegar a Borja. 

## Personas destacadas
- Agustín Rodríguez Arguello, Primer Obispo de Villarrica
- Andrés Rodríguez, Presidente de la República (1989-1993)